# Need for Speed: Most Wanted
Need for Speed: Most Wanted (NFS: MW) — дев'ята відеогра серії автосимуляторів Need for Speed розроблена і видана Electronic Arts в 2005 році.

## Особливості гри
Відмінною особливістю гри стало те, що після довгої перерви в серії знову з'явилися поліцейські. Тепер будь-яка гонка могла закінчитися не тільки призом, але і подальшою гонитвою з поліцейськими, яка, в свою чергу, могла закінчитися або успішним відходом, або арештом і штрафом з можливою конфіскацією машини. На відміну від двох попередніх частин, у грі знову помітна градація автомобілів від широкого вжитку до класу люкс, яка, однак, нівелюється широкими можливостями тюнінга. Це перша гра з серії NFS, де погоні з поліцейськими зросли до масштабу Голлівуду.
Також в грі з'явилася можливість уповільнення часу (англ. Speedbreaker). Ресурс заповнюється при високих швидкостях і дозволяє оцінити обстановку, і ухвалити рішення в непередбаченій ситуації (наприклад, несподівано вилетів з-за повороту поліцейський джип, який має намір протаранити гравця).
У грі зникли повтори, замість них тепер є спеціальна можливість показу якоїсь видатної події з видовищного ракурсу. Це відбувається, наприклад, при тарані дорожньої блокади або при вираженому стрибку. Данну функцію можна вимкнути в налаштуваннях
У грі з'явилося декілька видів змагань («парі» в режимі кар'єри): втекти від поліції за певний час, протриматися у переслідуванні певний час, після чого успішно сховатися, протаранити певну кількість поліцейських машин, прорвати певну кількість поліцейських блоків або блоків з шипами (проїхавши по шипам всіма колесами, гравець позбавляється покришок і не може більше керувати своєю машиною. Можна проїхати двома колесами, але це все одно закінчіться гарантованим арештом). Крім того, з'явилися нові види гонок, наприклад, гонка по контрольних точках.
У грі з'явилося багато нових найрозкішніших і, звичайно ж, швидких і дорогих автомобілів, яких не було в попередній частині гри.

## Сюжет
Головний герой (імовірно, Раян Купер (англ. Ryan Cooper)) приїжджає в вигадане місто Рокпорт (англ. Rockport) на своєму BMW M3 GTR у пошуках суперників для гонок. Поліція міста дуже не любить гонщиків і бореться з ними особливо наполегливо. Вона веде статистику; відповідно до інформації по кількості переслідувань і заподіяному збитку визначений так званий «чорний список» — 15 гонщиків, які є найбільш розшукуваними в Рокпорті. Серед гонщиків міста вважається дуже престижним, щоб потрапити в цей список. Через деякий час їзди по місту, Гравець натикається на Ронні Маккрі (Ronnie McCrea, 3й номер у чорному списку), виграє у нього гонку, і потім слідує за ним, до тусовки місцевих гонщиків-нелегалів. Місцева тусовка гонщиків з невдоволенням зустрічає новачка. Гравець б'ється з декількома з них і перемагає. Коли настає час битися з Рейзором (англ. Razor), № 15 в «чорному списку», хтось порпається в машині героя (імовірно, зливає масло з двигуна), і в результаті той зупиняється посеред треку з сильним скреготом і гуркотом в двигуні, програючи тим самим гонку. Вигнання гравця із міста стритрейсерами перешкодили несподівано поліцейські. Рейзор забирає BMW і злітає на перше місце в списку розшукуваних гонщиків завдяки машині головного героя, а в той же час Гравця затримано сержантом Кросом (англ. Cross) і його помічницею — дуже досвідченими поліцейськими під прикриттям.
Через деякий час Міа (англ. Mia) (її роль зіграла Джозі Маран), знайома Рейзора, незадоволена тим, як він безчесно поступив з новачком, вивозить героя з в'язниці, відпущеного через нестачу доказів, і надає йому гараж і машину для участі в гонках. Він починає повільно просуватися вгору по «чорному списку», набираючи авторитет і увагу поліції міста. У цьому йому допомагає як і Міа, так і гонщик-нелегал Рог (англ. Rog), даючи корисні поради по мірі просування гри. Після того, як гравець битиметься з антагоністом Рейзором і виграє, той налаштований дуже рішуче і агресивно, і віддавати машину не збирається. Банда гонщиків підтримує його, готова застосувати силу, але тут з'являється Міа, знешкоджує Рейзора, і зупиняє накинувшись на неї банду, показавши заховану в одязі кобуру з зарядженим пістолетом. Таким чином з'ясовується, що Міа насправді таємний поліцейський агент. Міа здає Рейзора та інших гонщиків чорного списку. Прибуває поліція, але до їх прибуття Міа кидає ключі від BMW Гравцеві, даючи шанс втекти. За Гравцем кидаються вслід всі поліцейські сили міста (поліція 6 рівня). Ховатися в укриттях вже неможливо, так як поліція контролює всі безпечні місця (англ. Safehouses) стріт-рейсерів. Через п'ять хвилин переслідування дзвонить Міа, щоб повідомити, що єдиний спосіб піти від поліції — проїхати по закритій дорозі, перелетіти недобудований міст і втекти із міста. Подальші події розвиваються в наступній грі серії Need For Speed: Carbon. Подальша доля Міа залишається невідомою. Сержант Кросс ж, як з'ясувалося в Need For Speed: Carbon втратив поліцейський значок, і тепер переслідує Раяна з метою помсти.

## Геймплей

### Погоня
Якщо гравець порушує швидкісний режим в гонці з максимальною імовірністю появи поліції або в режимі вільної їзди, в районі з'являються поліцейські патрулі. Наткнувшись на один з них, гравець потрапляє в режим погоні (при цьому камера показує машину, яка його помітила). Мета цілком очевидна — відірватися від поліцейських, сховатися і почекати, поки погоня стихне.
Основний параметр погоні — рівень (англ. «heat level»). Всього існує 7 рівнів, причому в режимі кар'єри доступні перші 6 (шостий доступний у фінальній гонці. Сьомий в одному з випробувань), сьомий доступний в спеціальному випробуванні Black Edition. У міру підвищення рівня за гравцем починають полювати більш просунуті машини, розширюється їх тактичний арсенал.
| Рівень | Підрозділ поліції                        | Автомобілі                         | Забарвлення автомобілів | Автомобілів за виїзд | Нові знаряддя поліції |
| ------ | ---------------------------------------- | ---------------------------------- | ----------------------- | -------------------- | --- |
| 1      | Міська поліція                           | Ford Crown Victoria                | Стандартна              | 5                    | - Блокада на колесах — одна або кілька машин вишиковуються перед гравцем і гальмують.. |
| 2      | Міська поліція (секретний підрозділ)     | Ford Crown Victoria                | Чорна                   | 10                   | - Огородження — кілька машин вишиковуються поперек дороги. |
| 3      | Поліція штату                            | Pontiac GTO                        | Стандартна              | 15                   | - P.I.T. — поліцейські штовхають зад машини вбік, збиваючи з траєкторії і вводячи в занос. - Коробочка — 4 машини оточують з усіх боків гравця і зупиняються або втрьох притискають до узбіччя. - Огородження з легкими джипами. - Носоріг — джипи SUV виїжджають в парах, намагаючись протаранити гравця в лоб. |
| 4      | Поліція штату (секретний підрозділ)      | Pontiac GTO                        | Чорна                   | 20                   | - Огородження із застосуванням шипів. - Вертоліт, що спостерігає за гравцем і піднімає пил при зниженні, заважаючи гравцеві бачити дорогу. - Легкі джипи замінюються важкими. |
| 5      | Федеральна поліція                       | Chevrolet Corvette C6              | Стандартна              | 25                   | - Вертоліт починає знижуватися і стикатися з гравцем. - Сержант Кросс — найдосвідченіший з поліцейських з чорно-білим розфарбуванням автомобіля. |
| 6      | Федеральна поліція (секретний підрозділ) | Chevrolet Corvette C6, важкі джипи | Чорна                   | 30                   | - Теж може з'явитися Кросс (але дуже рідко). - Збільшення кількості блоків на дорогах. |
| 7      | Турбовані важкі джипи                    | Jeep Grand Cherokee                | Стандартна              | 15                   | - Відсутність вертольота. |

Дорожні блокади на широких дорогах часто мають проміжок з одного або обох сторін. Іноді там можуть перебувати «козли», шипи або дорожні загородження зі знаком «STOP». Подолання блокади методом тарана має один нюанс — в грі враховується розподіл ваги машин, тому зіткнення з передньою частиною, де знаходиться важкий двигун — малоефективне. Якщо автомобіль наїде на стрічку з шипами не повністю, він також частково втрачає мобільність і може продовжувати рух, однак втрата навіть двох коліс закінчується для гравця арештом.
Якщо гравець сховався від поліції, гонитва переходить в режим очікування. З'являється індикатор який поступово заповнюється — коли він заповниться до кінця, гонитва вважається виграною. Район, де останній раз бачили гравця, оточують і починають посилено патрулювати. В цьому режимі з'являються «укриття» (білі кружки на карті, виділені пунктирною лінією), де можна суттєво прискорити заповнення індикатора, а також сховатися від можливого вертольота. Якщо гравець помічений поліцією до заповнення індикатора, гонитва повертається в активний режим. Також у вертольота є запас палива, тому він іноді буде відлітати.
В активному режимі погоні на карті з'являються «знищувачі хвостів», або «погонеломи» — крихкі, але великі конструкції, які можна обрушити на переслідувачів і вивести їх з ладу. З часом ці конструкції відновлюються.
Якщо в активному режимі швидкість гравця становить менше 20 км/год, і поряд є поліцейська машина, індикатор починає зміщуватися до поділу «арешт». Після досягнення ним цього поділу погоня вважається програною. Якщо це відбувається в режимі кар'єри, то гравцеві виписують штраф і дають попередження конфіскації автомобіля. Якщо гравець не може оплатити штраф, або кількість попереджень досягає максимуму (за замовчуванням 3, але є можливість збільшити до 5-ти), автомобіль конфіскують. При конфіскації останнього автомобіля гра закінчується. Також в режимі кар'єри до кожної машини прив'язується свій рівень погоні. Його можна знизити, змінюючи зовнішність машини (обважування, забарвлення) або не використовуючи її якийсь час.
На 5 рівні погоні до переслідувачів може приєднатися сержант Кросс. Він водить на порядок краще за інших поліцейських, тому відірватися від нього або знешкодити його машину подвійно складніше. Однак наближатися до машини гравця наодинці він з невідомої причини «побоюється» і тому віддає перевагу заарештовувати його тільки під прикриттям.

### Типи гонок
У Need for Speed: Most Wanted представлені різні типи перегонів, серед яких є такі, які були присутні і в попередній грі серії — Need for Speed: Underground 2, так і абсолютно нові. Крім того, в Need for Speed: Most Wanted відсутній тип гонки Drift (Занос), який був в Need for Speed: Underground 2.
- Кругова гонка

Кругова гонка являє собою гонку по замкнутій трасі. Мета гравця — пройти трасу кілька разів і перетнути фінішну лінію першим. Протягом всієї гонки ведеться лічильник пройдених кіл і місце в списку першості. Кількість кіл, які необхідно проїхати, змінюється від карти до карти і становить від 2 до 4. Нерідко траси перегонів такого типу мають безліч поворотів і вимагають від гравця настройки машини на чутливе управління і швидкий розгін.
- Спринт

Спринт — тип гонки по дорозі від однієї точки на карті до іншого. Траса такого типу гонки не замкнута і не може перетинати саму себе. Мета гравця — пройти трасу і фінішувати першим. Протягом гонки ведеться статистика просування по трасі у відсотках і місце, займане гравцем в списку першості. Гонки такого типу найчастіше пролягають по автострадах і вимагають від гравця не стільки керованості, скільки швидкості.
- Секундомір

Секундомір, аналогічно спринту, представляє незамкнену трасу. Головна відмінність від спринту — в наявності контрольних точок, розставлених на трасі. Крім того, в даному типі гонки може брати участь лише один гонщик. На проходження кожної контрольної точки відводиться певний час. Мета гравця полягає в проходженні всіх контрольних точок за вказаний час. По завершенні кожної точки залишився, додається до часу, відведеного на наступну точку, таким чином, гравець може накопичувати час і приходити до фінішу з запасом (фінішна риса також є контрольною точкою). Проте якщо гравець не встигає пройти точку за зазначений час, вся гонка вважається програною. Протягом гонки ведеться статистика просування по трасі, число пройдених точок і залишився. Даний тип гонки не був присутній в попередній грі серії.
- Кругова гонка на вибування (Гонка на виліт)

Даний тип гонки аналогічний кругової гонці, за тим винятком, що гонщик, що пройшов коло останнім, вибуває з гри. Таким чином мета гравця в даній гонці — пройти всі кола не останнім, а завершальний круг — першим. Кількість гонщиків в даному змаганні — чотири, внаслідок чого кіл завжди три.
- Радар

Радар — тип гонки по незамкненою трасі, аналогічно спринту і секундоміром. На трасі розставлені радари — контрольні точки, в яких фіксується швидкість проїжджаючих машин. Мета гравця полягає в проходженні точок з максимальною швидкістю. Швидкості проходження радарів для кожного гравця складаються. Виграє не той гравець, який першим перетнув фінішну межу, а гравець, який набрав максимальну кількість очок швидкості. Однак після завершення гонки одним з учасників у всіх інших починають відніматися очки швидкості, що дає невелику перевагу першому завершив. Протягом усієї траси ведеться статистика пройдених радарів, сумарна швидкість і відсоток просування по трасі. Даний тип гонки не був присутній в попередній грі серії.
- Драґ

Драґ (Розгін) — в даному типі гонки гравець повинен перетнути фінішну лінію першим, проте управління гонкою істотно відрізняється від інших типів гонок. Мета гравця — оптимальне перемикання передач. Крім того, в даному типі гонки гравець маневрує по строго заданих смугах траси — машина автоматично слід по трасі, гравцеві залишається лише перебудовуватися з ряду в ряд, але при використанні уповільнення часу машина перестає перебудовуватися з ряду в ряд, а їде як в гонках зазначених вище . Майже будь-яке зіткнення з перешкодою або транспортним засобом веде до завершення гонки і програшу. Також можна перегріти двигун (якщо тривалий час тримати тахометр в червоній зоні) і теж зійти з дистанції. Протягом гри ведеться статистика першості. Також це єдиний режим, де рух цивільного транспорту строго підпорядковано скриптам.

## Чорний список
Для того, щоб змагатися з черговим гонщиком зі списку, гравцеві необхідно пройти ряд гонок, виграти ряд парі і володіти достатнім рейтингом, який заробляється в сутичках з поліцією. Парі являють собою завдання, які потрібно виконати в ході переслідування, до них належать, наприклад, кількість порушень, пошкодження поліцейських машин, обхід загороджень і шипів. Чим більше порушень, тим вище рейтинг. Для доступу до наступного гонщику з «чорного списку» гравцеві необов'язково проходити всі представлені парі і гонки, однак при проходженні більшої кількості гонок гравець отримує більше грошей на покупку нових і тюнінг вже присутніх машин. Крім того, не пройдені гонки завжди можуть бути завершені пізніше.
Нижче представлений «чорний список» гонщиків і автомобілі, на яких вони змагаються.
| Позиція | Реальне ім'я     | Прізвисько                 | Автомобіль                       | Максимальна швидність (км/год) |
| ------- | ---------------- | -------------------------- | -------------------------------- | ------------------------------ |
| 1       | Кларенс Каллахен | Рейзор (англ. Razor)       | BMW M3 GTR                       | 390                            |
| 2       | Тору Сато        | Булл (англ. Bull)          | Mercedes-Benz SLR McLaren        | 382                            |
| 3       | Рональд МакКрі   | Ронні (англ. Ronnie)       | Aston Martin DB9                 | 384                            |
| 4       | Джо Вега         | Джей Ві (англ. JV)         | Dodge Viper SRT 10               | 388                            |
| 5       | Вес Аллен        | Вебстер (англ. Webster)    | Chevrolet Corvette C6            | 385                            |
| 6       | Гектор Домінго   | Мінг (англ. Ming)          | Lamborghini Gallardo             | 387                            |
| 7       | Кіра Накасато    | Камікадзе (англ. Kamikaze) | Mercedes-Benz CLK 500            | 361                            |
| 8       | Джейд Барретт    | Джевелс (англ. Jewels)     | Ford Mustang GT                  | 314                            |
| 9       | Юджин Джеймс     | Ерл (англ. Earl)           | Mitsubishi Lancer Evolution VIII | 309                            |
| 10      | Карл Сміт        | Барон (англ. Baron)        | Porsche Cayman S                 | 336                            |
| 11      | Лу Парк          | Біг Лу (англ. Big Lou)     | Mitsubishi Eclipse               | 313                            |
| 12      | Ізабель Діас     | Іссі (англ. Izzy)          | Mazda RX-8                       | 316                            |
| 13      | Віктор Васкес    | Вік (англ. Vic)            | Toyota Supra                     | 318                            |
| 14      | Вінс Келліг      | Тез (англ. Taz)            | Lexus IS300                      | 277                            |
| 15      | Хо Сеун          | Сонні (англ. Sonny)        | Volkswagen Golf GTI              | 299                            |

Гравець починає просуватися по списку з 15 місця і закінчує вершиною — першим місцем. У змаганні з кожним з гонщиків списку необхідно послідовно пройти від двох до п'яти гонок різних типів.
Після перемоги над кожним стріт-рейсером гравцеві пропонується вибрати 2 з 6 маркерів у вигляді ромбів (після перемоги над Рейзором маркери не пропонуються). Всередині можуть бути різні можливості, наприклад, «хабар поліції» або «безкоштовне фарбування автомобіля», збільшення максимальної кількості попереджень, автомобіль переможеного супротивника, доступний для використання.

## Місто
Місто, в якому відбуваються події, розділене на 3 райони.

### Роузвуд
Розвуд (англ. Rosewood) — перший район міста, з якого починається просування по чорному списку. Розвуд можна описати як чисто міський район, з прямими, але вузькими вуличками і безліччю поворотів і скорочень. Навколо Розвуда проходить 99 шосе — майже єдина траса в Розвуді, на якій можна досягти максимальної швидкості автомобіля, причому примітно, що це шосе — найширше. В Розвуді мало будинків, велика кількість рослинності. Північна частина Розвуда — ще більш рослинна, зустрічаються так само (особливо на 99-му шосе) великі дерева. Трафік в Розвуді середній, в залежності від часу. Багато легкових машин, величезні вантажівки приїжджають рідко, хіба що бетономішалки. Місцева визначна пам'ятка міста — бейсбольний стадіон, тому що більш великих споруд в Розвуді немає. Щоб виїхати з Розвуда і потрапити в наступний район міста — Кемден-Біч, гравцеві належить перемогти # 13 в чорному списку — Віка.

### Кемден-Біч
Кемден-Біч (англ. Camden Beach) — другий район міста, в якому гравцеві належить змагатися до гонки з Ерлом (# 9). Кемден-Біч — заплутаний район міста, примітно те, що розділений на кілька мікрорайонів Південний Грей-Поінт, Північний Грей-Поінт і промисловий мікрорайон Поінт Камден. Також це єдиний район, в якому у гравця 2 гаражі. У цьому районі міста живе Барон, # 10 в чорному списку, керуючий автомобілем Porsche Cayman S. Кемден-Біч вважається малонаселеним районом міста, в основному, для відпочинку місцевих жителів. Єдина пряма дорога в Кемден-Біч — набережна, якраз, де знаходиться гараж гравця.

### Рокпорт
Рокпорт — елітний район і рай для всіх зірок стріт-рейсинг, прямі дороги, красиві багатоповерхівки, повна свобода для величезних швидкостей. Це єдиний район, у якому їздять пожежні машини. Саме в цьому районі міста почалася історія протистояння з Рейзором і саме в ньому вона закінчиться.

## Автомобілі
| №  | Марка                 | Модель          | Країна- виробник           | Зразок кольору (за замовчуванням) | Доступ                             |
| -- | --------------------- | --------------- | -------------------------- | --------------------------------- | ---------------------------------- |
| 37 | Chevrolet             | Camaro SS       | США                        |                                   | Останнє випробування Black Edition |
| 36 | Mercedes-Benz         | SL65            | Німеччина                  |                                   | Випробування                       |
| 35 | Porsche               | 911 GT2         | Німеччина                  |                                   | Випробування                       |
| 34 | Chevrolet             | Corvette C6.R   | США                        |                                   | Випробування                       |
| 33 | BMW                   | M3 GTR          | Німеччина                  |                                   | Рейзор                             |
| 32 | Porsche               | Carrera GT      | Німеччина                  |                                   | Ронні                              |
| 31 | McLaren Mercedes-Benz | SLR             | Німеччина, Велика Британія |                                   | Ронні                              |
| 30 | Ford                  | GT              | США                        |                                   | Джо Вега                           |
| 29 | Lamborghini           | Murcielago      | Італія                     |                                   | Джо Вега                           |
| 28 | Chevrolet             | Corvette C6     | США                        |                                   | Вебстер                            |
| 27 | Porsche               | 911 Turbo S     | Німеччина                  |                                   | Вебстер                            |
| 26 | Lamborghini           | Gallardo        | Італія                     |                                   | Мінг                               |
| 25 | Dodge                 | Viper           | США                        |                                   | Мінг                               |
| 24 | Porsche               | 911 Carrera S   | Німеччина                  |                                   | Камікадзе                          |
| 23 | Aston Martin          | DB9             | Велика Британія            |                                   | Камікадзе                          |
| 22 | Lotus                 | Elise           | Велика Британія            |                                   | Джевелс                            |
| 21 | Mercedes-Benz         | CLK 500         | Німеччина                  |                                   | Джевелс                            |
| 20 | Mazda                 | RX-7            | Японія                     |                                   | Ерл                                |
| 19 | Subaru                | Impreza WRX Sti | Японія                     |                                   | Ерл                                |
| 18 | Porsche               | Cayman S        | Німеччина                  |                                   | Барон                              |
| 17 | Vauxhall              | Monaro VXR      | Велика Британія, США       |                                   | Барон                              |
| 16 | Pontiac               | GTO             | США                        |                                   | Барон                              |
| 15 | Mercedes-Benz         | SL500           | Німеччина                  |                                   | Біг Лу                             |
| 14 | Mitsubishi            | Lancer Evo VIII | Японія                     |                                   | Біг Лу                             |
| 13 | Ford                  | Mustang GT      | США                        |                                   | Іззі                               |
| 12 | Cadillac              | CTS-V           | США                        |                                   | Іззі                               |
| 11 | Mazda                 | RX-8            | Японія                     |                                   | Іззі                               |
| 10 | Renault               | Clio v6 sport   | Франція                    |                                   | Вік                                |
| 9  | Toyota                | Supra           | Японія                     |                                   | Вік                                |
| 8  | Audi                  | A4 3,2 Quattro  | Німеччина                  |                                   | Тез                                |
| 7  | Mitsubishi            | Eclipse         | Японія                     |                                   | Тез                                |
| 6  | Audi                  | A3 3,2 Quattro  | Німеччина                  |                                   | Сонні                              |
| 5  | Audi                  | TT 3,2 Quattro  | Німеччина                  |                                   | Сонні                              |
| 4  | Volkswagen            | Golf GTI        | Німеччина                  |                                   | —                                  |
| 3  | Chevrolet             | Cobalt SS       | США                        |                                   | —                                  |
| 2  | Fiat                  | Punto           | Італія                     |                                   | —                                  |
| 1  | Lexus                 | IS 300          | Японія                     |                                   | —                                  |

## Саундтреки
1. Styles of Beyond — Nine Thou (Superstars Remix)
2. T.I. Presents The P$C — Do Ya Thang
3. Rock — I Am Rock
4. Suni Clay — In A Hood Near You
5. The Perceptionists — Let's Move
6. Juvenile — Sets Go Up
7. Hush — Fired Up
8. DJ Spooky and Dave Lombardo feat. Chuck D — B-Side Wins Again
9. Celldweller feat. Styles of Beyond — Shapeshifter
10. Лупе Фіаско — Tilted
11. Ils — Feed The Addiction
12. Celldweller — One Good Reason
13. Hyper — We Control
14. Static-X — Skinnyman
15. Dieselboy and Kaos — Barrier Break
16. Disturbed — Decadence
17. The Prodigy — You'll Be Under My Wheels
18. The Roots and BT — Tao Of The Machine (Scott Humphrey's Remix)
19. Stratus — You Must Follow (Evol Intent VIP)
20. Mastodon — Blood And Thunder
21. Evol Intent, Mayhem & Thinktank — Broken Sword
22. Bullet for My Valentine — Hand Of Blood
23. Paul Linford та Chris Vrenna — The Mann
24. Avenged Sevenfold — Blinded In Chains
25. Jamiroquai — Feels Just Like It Should (Timo Maas Remix)
26. Paul Linford та Chris Vrenna  — Most Wanted Mash Up

Для режиму погоні музику писав Пол Лінфорд (англ. Paul Linford), з подальшою обробкою Кріса Вренні (англ. Chris Vrenna), також написав саундтреки до декількох фільмів. Музика інтерактивна і автоматично включається на початку гонки. В цілому, є чотири різних теми, розбитих на короткі фрагменти, які відрізняються по загальному настрою. Відповідно, від ситуації на дорозі (швидкість машини, кількість поліцейських, режим активної погоні або очікування) залежить те, який фрагмент програється.
Перед кожною гонкою довільним чином вибирається музична тема, яка буде звучати першою. Зміна теми відбувається приблизно кожні 10 хвилин погоні, причому встановлено суворий порядок їх проходження. Приблизна схема (з використанням назв треків з альбому, випущеного самим Лінфорд в 2006 році):
1. «Don't Like It Do Ya»;
2. «Kick It Up A Notch» + «Feels Good Donit» + «My, My, Missy»;
3. «Layin' Low» + «Bet'r Ride» + «Kiss Yer Ss Goodbye» + «Take That Dawg»;
4. «Ya Think» + «Not Sure 'Bout This T».

## В ролях
1. Пол Дзенькю (англ. Paul Dzenkiw) — Ронні
2. Джозі Маран — Міа
3. Дерек Хемілтон (англ. Derek Hamilton) — Рейзор
4. Кевін Остві (англ. Kevin Ohstji) — Булл
5. Дін МакКензі (англ. Dean M. McKenzie) — Сержант Кросс
6. Лорал Статс (англ. Lohralee Stutz) — Напарниця сержанта Кроса
7. Джуді Дюран (англ. Judi M. Durand) — Дівчина-диспетчер поліції
8. Андре Соглюццо — Ріг
9. Джагуа Арне (англ. Jagua Arneja) — Джо Вега
10. Мілена Рука — Іззі
11. Девід Дрейман — Вебстер
12. Карі Лакомскі (англ. Kari Lakomski) — Джевелс
13. Джина Нгуен — Камікадзе (Кез)
14. Міш Совер (англ. Miche Sauveur) — Ерл

## Black Edition
Need for Speed: Most Wanted — Black Edition — колекційна версія гри, випущена обмеженим тиражем до ювілею знаменитого серіалу. Вона включає:
- Додатковий DVD-диск з фільмом про створення гри, репортажем з фотосесії Джозі Маран, відомої фотомоделі і головної зірки цього проекту, ексклюзивними відеороликами, концепт-артом і багатьом іншим;
- Ексклюзивні автомобілі: '67 Camaro SS, BMW M3 GTR, а також спеціально модифіковані SL65 AMG, Porsche 911 GT2, Corvette C6 та інші;
- Нові змагання і гоночні заїзди, створені спеціально для Black Edition;
- Особлива чорна упаковка.

## Need for Speed: Most Wanted 5-1-0
Need for Speed: Most Wanted 5-1-0 — портована версія гри для PlayStation Portable. Як і оригінал, Most Wanted 5-1-0 включає «чорний список» з 15-ти гонщиків і режим Кар'єри, а також режими «Tuner Takedown» і «Be the Cop», недоступні в Most Wanted. У грі немає багатьох елементів оригіналу, таких як відеоролики, сюжетна лінія і режим вільної їзди, а також присутні деякі незначні зміни (в «чорному списку» висвічується справжнє ім'я гонщика, а не прізвисько). Назва гри заснована на числах 5-1-0 — поліцейському коду для вуличних гонок.

## Need for Speed: Most Wanted 2
Need for Speed: Most Wanted 2, він же Need for Speed: Most Wanted (2012) — Це перезапуск однієї з найпопулярнішої частини серії Need For Speed - Most Wanted, що вийшла в 2005 році. Need for Speed: Most Wanted 2 вийшла 30 жовтня 2012 року.
Трудяться над новою грою знаменитої гоночної серії — студія Criterion Games, яка також відома по Hot Pursuit 2010 року і іграм серії Burnout. У Need for Speed: Most Wanted 2 використовується рушій Chameleon, який раніше використовувався в Hot Pursuit 2010.

## Інші факти
22 травня 2012, версія Need for Speed: Most Wanted від PlayStation 2 (2005) була портована на PlayStation 3 і доступна для покупки в PlayStation Store.

## Скріншоти

Початок гри
Chevrolet Cobalt у грі NEED FOR SPEED MOSTWANTED